# Linau (Bach)
Die Linau ist ein etwa 30 km langer Bach im Kreis Herzogtum Lauenburg in Schleswig-Holstein. Der Bach entspringt im Waldgebiet südlich von Schwarzenbek und mündet bei Witzeeze in die zum Elbe-Lübeck-Kanal ausgebaute Delvenau. An der Linau liegen die Gemeinden Kollow, Gülzow, Lütau und Witzeeze.
Der Name des Baches ist polabischen Ursprungs und leitet sich ab von der polabischen Bezeichnung für die Schleie, altpolabisch *lin + Suffix -ova: „(Bach) der Schleie“.